# Rue Petite-Biesse
La rue Petite-Biesse est une voie publique de Nantes, en France.

## Situation et accès
Située dans le quartier de l'île de Nantes, cette artère rectiligne bitumée et ouverte à circulation routière, relie le boulevard Gustave-Roch à la rue de Vertais. Elle rencontre successivement : la rue Alexandre-Fourny, la de la Porte-Gellée, la place de Wattignies, la rue de l'Échappée, de l'avenue de Wattignies, de la rue des Récollets et de la rue des Feuillantines.

## Origine du nom
La rue traverse l'ancienne île de Petite Biesse, qui lui a donné son nom.

## Historique
La jonction entre les deux rives de la Loire entre Nantes et Rezé est réalisée vers le IXe ou Xe siècle. Il s'agit d'une chaussée de terre battue jalonnée de passerelles de bois sur pilotis. Ces passerelles sont souvent détruites lors des crues de la Loire, mais la voie est un axe important entre la Bretagne et le Poitou.
Le roi Charles IX ordonne, vers 1565, la construction d'une ligne de ponts de pierre pour sécuriser cette voie importante. L'ensemble mesure 2 km de long. Cette voie se retrouve, sur l'île de Nantes, dans le tracé des rues actuelles : rue Grande-Biesse, rue Petite-Biesse, rue de Vertais, qui relie le pont de la Madeleine, au nord, au pont de Pirmil, au sud.
Cette longue route, intitulée sur certaines anciennes cartes route de Nantes à Bordeaux, est donc une chaussée qui franchit les boires via des ponts. L'accès à la rue de Petite-Biesse se faisait au nord par le pont de Toussaint, franchissant la boire de Toussaint, et au sud depuis l'île Vertais par le pont des Récollets franchissant la boire des Récollets,.
En 1617, le couvent des Récollets est fondé, au sud le l'île de Petite-Biesse, le long de l'actuelle rue Petite-Biesse.
Jusqu'en 1852, la route passe par la porte Gellée, au niveau de la rue Beau-Séjour selon Paul de Berthou, au niveau du pont de Vertais et de la rue des Quatre-Vents selon Édouard Pied, mais la rue de la Porte-Gellée se situe dans le prolongement de la rue Beauséjour, ce qui confirme la version de Paul de Berthou. Cette porte, qui doit son nom à l'ancien échevin de Nantes Claude Gellée, père de Jean-Baptiste Gellée de Prémion, maire de Nantes entre 1754 et 1762 puis entre 1776 et 1782, est détruite lors de l'élargissement de la ligne de ponts dont fait partie la rue de Biesse, en 1852.
De 1808 à 1815, l'ancien couvent des Récollets devient la brasserie des frères Pierre et Maximilien Kern. Dominique-Charles Abautret, pharmacien-droguiste, détient une partie des terrains en 1814. De 1817 à 1825, c'est une raffinerie de sucre, appartenant à J. Albert-Sigoigne, importateur nantais de produits coloniaux et propriétaire d'une sucrerie de betterave. En 1825 les époux Pineau-Pion occupent le site avec une tannerie. Puis, en 1840, les propriétaires le loue à la société Sébois et compagnie, qui y installe de nouveau une raffinerie de sucre. Celle-ci est achetée en 1844 par François-F. Arnaud. Celui-ci s'associe à C. Perdereau et A. Dureau, mais leur société fait 1848. D'abord achetée par le raffineur Nicolas Cézard en 1855, elle est acquise par la société « Les raffineries nantaises », qui ferment en 1878. En 1895, Joseph Robin-Langlois, un ingénieur des Arts et Manufactures, la transforme en usine de sucre aggloméré en morceaux, mais c'est un nouvel échec dès 1896. Une nouvelle tentative n'a pas plus de succès, l'usine ferme définitivement en 1897. En 1900, Edmond Blanchard, négociant en métaux, rachète les murs. Les bâtiments situés à l'ouest sont détruits lors des bombardements sur Nantes en 1943-1944. Amputés pour respecter un nouvel alignement après la guerre, les derniers bâtiments sont démolis avant 1971, et remplacés par des immeubles d'habitation et une résidence pour personnes âgées.

## Voies secondaires

### Place de Wattignies
Localisation : 47° 12′ 14″ N, 1° 32′ 53″ O
La place fut créée à l'issue de la vente d'un terrain appartenant aux époux Guillemet le 10 octobre 1881. Elle se présente aujourd'hui sous la forme d'un jardin public non clôturé de 2 753 m2